# Norraca sordida
Norraca sordida är en fjärilsart som beskrevs av Walter Karl Johann Roepke 1943. Norraca sordida ingår i släktet Norraca och familjen tandspinnare. Inga underarter finns listade i Catalogue of Life.